# В розыске
«В ро́зыске» (англ. A.P.B.) — американский полицейский телесериал, премьера которого состоялась 6 февраля 2017 года на телеканале Fox. Сериал был заказан 10 мая 2016 года, а первый трейлер показан 16 мая того же года. A.P.B. — аббревиатура от All-points bulletin — ориентировка, команда по радио всем полицейским о деталях по опознанию подозреваемого или средства передвижения.
11 мая 2017 года сериал был официально закрыт после одного сезона.

## Сюжет
Эксцентричный миллиардер и гениальный инженер Гидеон Ривз становится свидетелем убийства своего друга в ходе ограбления магазина. Наблюдая за тем, как идет расследование преступление, Ривз решает взять власть в свои руки. Он добивается назначения начальником в 13 криминогенном участке Чикаго и приводит туда свою команду специалистов. Для того чтобы жители города помогали в предотвращении преступлений, он разрабатывает приложение для смартфонов APB. Затем Ривз начинает активно внедрять передовые технологии в практику полиции и принимает нестандартные решения. За спиной нового начальника поначалу начинаются разговоры о «любителях» в сфере борьбы с правонарушениями. Союзником Ривза становится офицер Тереза Мёрфи. История создана по мотивам статьи The New York Times «Кто работает на улицах Нового Орлеана?».

## В ролях
- Джастин Кёрк — Гидеон Ривз
- Натали Мартинес — Тереза Мёрфи
- Кейтлин Стэйси — Ада (Аделаида) Гамильтон
- Тейлор Хэндли — офицер Родерик Брандт
- Дэниел Макферсон — сержант Скотт Мёрфи
- Эрни Хадсон — сержант Эд Конрад

## Список эпизодов
| № общий | № в сезоне | Название                                   | Режиссёр        | Автор сценария           | Дата премьеры   | Произв. код | Зрители в США (млн) |
| ------- | ---------- | ------------------------------------------ | --------------- | ------------------------ | --------------- | ----------- | ------------------- |
| 1       | 1          | «Жесткий сброс» «Hard Reset»               | Лен Уайзман     | Дэвид Слэк & Мэтт Никс   | 6 февраля 2017  | 1AZS01      | 6.10                |
| 2       | 2          | «Личные вопросы» «Personal Matters»        | Дуан Кларк      | Трей Колэуэй & Мэтт Никс | 13 февраля 2017 | 1AZS02      | 4.53                |
| 3       | 3          | «Ненависть к товарищам» «Hate of Comrades» | Оз Скотт        | Тони Камерино            | 20 февраля 2017 | 1AZS03      | 3.75                |
| 4       | 4          | «Потеря сигнала» «Signal Loss»             | Эми Канаан Манн | Кристал Хотон            | 27 февраля 2017 | 1AZS04      | 3.36                |
| 5       | 5          | «Выше и выше» «Above and Beyond»           | Джон Путч       | Кристал Генри            | 6 марта 2017    | 1AZS05      | 3.53                |

## Производство

### Разработка
Fox заказал пилотный эпизод полицейского процедуала Дэвида Слэка о технике-миллиардере, который покупает проблемный полицейский участок. 24 марта 2016 года Мэтт Никс был назначен на пост шоураннера «В розыске».

### Кастинг
12 февраля 2016 года Натали Мартинес получила роль Терезы Мёрфи. 22 февраля 2016 года стало известно, что Кейтлин Стэйси сыграет Аду Гамильтон. 1 марта 2016 года Тейлор Хэндли получил роль офицера Родерика Брандта. 11 марта 2016 года Джастин Кёрк и Эрик Уинтер получили роли Гидеона Ривза и сержанта Тома Мёрфи соответственно. 15 марта 2016 года было объявлено, что Эрни Хадсон исполнит роль сержанта Эда Конрада.

### Съёмки
Съёмки были временно приостановлены, когда Слэк покинул шоу из-за творческих разногласий немногим ранее 25 марта 2016 года; Никс занял его место. 11 мая 2016 года Fox объявил, что первый сезон шоу будет сниматься в Чикаго, а вскоре Каллауэй объявил, что будет сошоураннером сериала вместе с Никсом.